# Judith et sa servante avec la tête d'Holopherne (Le Corrège)
Pour les articles homonymes, voir Judith et Holopherne.
Judith et sa servante avec la tête d'Holopherne est un tableau réalisé vers 1509-1510 par le peintre italien Le Corrège. De format vertical, cette huile sur bois est une peinture chrétienne qui illustre un épisode du Livre de Judith, dans l'Ancien Testament. Elle figure Judith et sa servante à l'instant où elles placent dans un sac, à la lumière d'une torche, la tête décapitée d'Holopherne. Achetée en 1892, l'œuvre est conservée au musée des Beaux-Arts de Strasbourg, à Strasbourg, dans le Bas-Rhin, en France.